# Губкин, Иван Михайлович
Ива́н Миха́йлович Гу́бкин (9 [21] сентября 1871, Поздняково, Владимирская губерния — 21 апреля 1939, Москва) — организатор советской нефтяной геологии. Академик АН СССР (1929), вице-президент АН СССР (1936), председатель Азербайджанского филиала Академии наук CCCP (1936—1939). Лауреат премии им. В. И. Ленина (1931). Депутат Верховного Совета СССР 1-го созыва (1937). Русский.

## Биография
Родился в крестьянской семье. Его дед был волжским бурлаком, а отец ежегодно на 7—8 месяцев уходил на рыбный промысел в Астрахань. В семье было 5 детей, из них грамотным стал только Иван.

### Образование
В 1880 году начал обучение в сельской школе, а в августе 1887 года сдал экзамены и поступил за счёт земства в Киржачскую учительскую семинарию, которую окончил в 1890 году без диплома: был выпущен со справкой о том, что прослушал семинарский курс из-за эпиграммы на одного из учеников. Получил место учителя в дальнем селе Жайское, откуда в 1892 году был переведён в село Карачарово.
В августе 1895 года отправился в Санкт-Петербург для продолжения образования. Поступил «своекоштным» (то есть без стипендии) в Учительский институт. Подрабатывал (ежедневно по 3—4 часа) в Петербургском архиве и работал в Комитете грамотности при Императорском Вольном экономическом обществе. Окончил институт в мае 1898 года.
С 1903 по 1910 год учился в Горном институте в Санкт-Петербурге, который окончил с отличием в возрасте 40 лет. Его имя как отличника было занесено на мраморную доску института.
Студентом Горного института на практике:
- в 1908 году проводил геологическую съёмку в майкопском нефтеносном районе.
- в 1909 году по поручению Геологического комитета (Геолком) продолжил геологическое исследование майкопских нефтяных месторождений, а затем работал в Кубанском нефтеносном районе, Анапско-Темрюкском районе и на Таманском полуострове. Исследования в этих районах проводил до 1912 года.

### Научная работа
В 1913 году избран адъюнкт-геологом Геологического комитета. В 1913—1917 годах исследовал Апшеронский полуостров Азербайджана. Его геологические маршруты проходили по Сумгаитскому, Учтапинскому, Коунскому, Перекишкюльскому, Аджикабульскому районам и Кабристанскиим пастбищам). Изучал грязевые вулканы Азербайджана и нефтяные месторождения Северного Кавказа.
Как сотрудник Геолкома, в 1917 — марте 1918 года был в командировке в США по заданию Министерства торговли и промышленности Временного правительства для изучения месторождений и нефтяной промышленности. Отчёта о командировке не предоставил.
12 января 1929 года избран академиком АН СССР по Отделению физико-математических наук, «науки технические». На это время у него было 36 печатных работ и отчётов. Этот набор «красных академиков» проходил под контролем «Комиссии для связи и наблюдения за работой Академии наук», по советизации науки и сопровождался репрессиями. Его избранию в АН СССР способствовала секретная «Директива ЦК ВКП(б) ЦК Союзных Республик, крайкомам и обкомам партии о негласном вмешательстве в кампанию по выборам в АН СССР» (1928).

### Преподавательская работа
После учительской семинарии, с 1890 года пять лет, по договору с Земством, проработал сельским учителем в сёлах Жайском и Карачарове Муромского уезда.
После окончания учительского института, с мая 1898 года ещё пять лет преподавал в городских училищах Санкт-Петербурга.
С 1920 профессор, с 1922 ректор Московской горной академии.
С 1930 ректор, заведующий кафедрой геологии и нефтяных месторождений Московского нефтяного института.

#### Учение о нефти
В 1921 году в Петрограде Казимир Калицкий опубликовал первый отечественный вузовский учебник «Геология нефти».
В 1932 году по материалам лекций Губкина издан учебник «Учение о нефти», как он писал — «излагающий главнейшие вопросы нефтеведения». А. И. Косыгин написал в нём раздел «Основные приёмы разведки нефтяных месторождений», а геофизик А. И. Заборовский написал главу «Элементы геофизических методов разведки».
Второе, переработанное и дополненное издание было сдано в набор 11 апреля 1937 года. А. С. Великовский написал раздел по некоторым зарубежным месторождениям, а Н. Ф. Седых — по переработке нефти.
Выступал за биогенное нефтеобразование. Он резюмировал:

«Мы полагаем, что нефтеобразование, начавшись с разложения жиров в биогенном иле до его погребения, продолжалось и после его погребения при активном содействии анаэробных бактерий во весь период диагенетического изменения породы».
 Учение и теория нефтеобразования И. М. Губкина остались неизвестными за пределами СССР, так как его учебник не переводился, и на него не ссылались.

### Организационная деятельность
В течение 5 лет (1919—1924) руководил сланцевой промышленностью в качестве председателя Главного сланцевого комитета (Главсланец), а потом директора правления сланцевой промышленности.
С 1920 года возглавлял Особую комиссию по изучению Курской магнитной аномалии, а затем Наблюдательный совет по Курской магнитной аномалии при Совете труда и обороны.
В 1921—1929 годах был членом Госплана СССР.
В 1929 году был избран в члены АН СССР (среди 10 новых академиков-коммунистов).
В 1930 году реформировал АН СССР и стал председателем Совета по изучению производительных сил (СОПС) АН СССР, ликвидировав «Комиссию по изучению производительных сил» (КЕПС 1915—1929), в отчёте писал:

Необходимость более полного научного и научно-технического вооружения при атаке на позиции окончательно недобитого капиталистического строя заставила наше правительство и партию привлечь многочисленные научно-исследовательские учреждения страны к подведению научно-технического базиса под революционную работу преобразования страны на новых социалистических началах. Старая Академия Наук оказалась застигнутой врасплох.
C 1931 года стал начальником Главного геологического управления НКТП, которое стало называться Главное геолого-разведочное объединение (Союзгеологоразведка).
В 1934 организовал Институт горючих ископаемых АН СССР и был его директором до 1939 года.
В 1936 году в различных организациях СССР прошли празднования «юбилея» Губкина, причём, праздновали не только 65-летие со дня рождения, но и «40 лет научной деятельности» (при том, что он окончил Горный институт 26 лет назад).
29 декабря 1936 года одновременно с избранием нового президента АН СССР (после кончины Александра Карпинского) прошло увеличение президиума на две вакансии вице-президентов (создано Отделение технических наук АН СССР). На посты вице-президентов сессией АН СССР были избраны академики Губкин и Эргард Брицке.
В ноябре 1937 года выдвинут и избран (12 декабря) в депутаты Верховного Совета СССР по Бакинско-Кировскому избирательному округу.
Скончался 21 апреля 1939 года в Москве на 68 году жизни. 23 апреля похоронен на Новодевичьем кладбище.

## Членство в организациях
- 1921 — Российская коммунистическая партия (большевиков)
- 19?? — Американская ассоциация нефтяных геологов

## Семья
Первая жена — Калиновская, Нина Павловна, дочь священника из Кубани (в 1918 г. забитого красноармейцами в г. Ставрополе за то, что имел «внуков-офицеров»), познакомился в 1897 году в Санкт-Петербурге.
- Сын — Сергей (1898—1955) — советский учёный в области металловедения, академик АН БССР, в молодости служил в белой армии, до 1921 года — эмигрант.
- Дочь — Галина (1910—19??) — лётчик.

Вторая жена — Боярская, Варвара Ивановна (1895—19??) — из Ялты, познакомился в 1914 году в Петрограде.

## Награды
- 1931 — Ленинская премия — за научные труды по нефтяной геологии.
- 1937 — присвоено звание Заслуженный деятель науки и техники РСФСР.
- 1937 — Орден Ленина — «за работы в области нефтяной промышленности в связи с выполнением ею первой пятилетки». Знак № 36[23].
- 1939 — Орден Трудового Красного Знамени — за внимательное и заботливое отношение к подготовке кадров[24].

## Адреса
Адреса, связанные с Губкиным:
Москва:
- Большая Калужская улица, дом 14.
- 1927—1939 — Москва, Малый Гнездниковский переулок (по другой нумерации — Леонтьевский переулок дом № 25/10, стр. 2. кв. 14). На доме № 10, где он жил, установлена мемориальная доска[25].

## Память
21 сентября 1951 года в Институте нефти АН СССР состоялось расширенное заседание Учёного совета, посвященное 80‑летию со дня рождения И. М. Губкина. С докладом «И. М. Губкин — создатель советской нефтяной геологии» выступил сотрудник Института нефти Е. Н. Шацкий, сказав что 

«научная геологическая мысль, базирующаяся на материалистическом учении Маркса — Энгельса — Ленина — Сталина, должна дать бой лженаучным концепциям и теориям, имеющим ещё хождение среди некоторых наших ученых и широко распространенным в зарубежной нефтяной геологической литературе»
В честь И. М. Губкина были названы:
- города Губкин в Белгородской области и Губкинский Ямало-Ненецкого автономного округа.
- аэропорт в городе Новый Уренгой Ямало-Ненецкого автономного округа.
- проспекты в городах: Старый Оскол, Омск, Новый Уренгой, и улицы городов: Москва, Салехард, Уфа, Ишимбай, Салават, Похвистнево, Муравленко, Муром, Никополь, Башмаково, Рыбинск, Губкинский, посёлок Искателей, Волгоград, Белгород, Октябрьский, Екатеринбург, Сургут, Тюмень, Казань, Краснодар, Пермь, Мегион, Киржач, Ухта.
- Российский государственный университет нефти и газа имени И. М. Губкина.
- Премия имени И. М. Губкина
- Площадь Губкина в городе Тюмень.
- Научно-техническое общество нефтяной и газовой промышленности.
- «Иван Губкин» — научно-исследовательское судно 3D сейсморазведки Совкомфлота.
- скалы Губкина в Антарктиде (открыты и нанесены на карту в 1961 году, названы в 1966 году)[27].

Памятники И. М. Губкину установлены в городах:
- Москва (у РГУ нефти и газа имени И. М. Губкина)
- Октябрьский на ул. Девонская.
- Мемориальная доска на стене здания Ухтинского государственного технического университета.
- Оренбург (филиал РГУ нефти и газа имени И. М. Губкина).
- 28 октября 2021 года в обращение вышла почтовая марка, посвящённая 150-летию со дня рождения организатора нефтяной геологии и нефтегазовой промышленности Губкина Ивана Михайловича, а также вышли конверты первого дня и изготовлен штемпель специального гашения для Москвы.
- Улица в посёлке Искателей.

## Критика
Осознание «гениальности» И. М. Губкина, его «классических трудах», об открытых им целых нефтегазоносных провинциях сформировалось в концу 1940-х — начале 1950-х годов его последователями. И. М. Губкин начал политические гонения в науке раньше Т. Д. Лысенко.
Геолог В. В. Белоусов (1907—1990) вспоминал об угрозах в «страшные тридцатые годы»:

«Иван Михайлович Губкин был грозой для геологов, особенно тех, кто занимался нефтью. Он постоянно искал вокруг себя вредителей, выступал с пугающими обвинительными речами и, если кого-либо он считал не таким, как нужно, автор этих идей да и его ближайшие коллеги попадали в опалу, и их карьере мог прийти конец. Могло быть и хуже».
В передовой статье журнала «Советская геология» (редактор И. М. Губкин) о Всесоюзном совещании геологов-разведчиков, прошедшем в апреле 1938 года, было написано:

«В своём выступлении на этом совещании тов. Каганович с исключительной силой вскрыл все недостатки геологической службы, последствия вредительства, врагов народа — троцкистско-бухаринских шпионов и диверсантов, и наметил конкретные пути ликвидации последствий этого вредительства и задачи советских геологов на ряд лет вперёд».
В публикациях И. М. Губкина часто звучала риторика, которая влияла на умы нерадивых учёных. Например, в статье «За осуществление третьей сталинской пятилетки» в Известиях АН СССР он писал:

«Троцкистско-бухаринские мерзавцы пытались подорвать советскую науку, пытались поставить барьер между наукой и конкретными задачами социалистического строительства и кое в чём успели основательно напакостить. Железная рука пролетарского правосудия уничтожила этих фашистских агентов».
Его критические статьи в газетах:
- Губкин И. М. Сорвать строительство нефтяной промышленности вредителям не удалось // Известия. 1930. № 324. 25 ноября.
- Губкин И. М. О так называемом академике Лузине // Правда. 1936. 15 июля. С. 4.
- Комаров В. Л., Кржижановский Г. М. Губкин И. М. и др. Шайке фашистских бандитов не должно быть пощады // Известия. 1938. 12 марта. С. 2.

В 1940 году его деятельность была подитожена так:

«Иван Михайлович неизменно воспитывал и пробуждал в своих учениках чувства великой любви и преданности к нашей великой родине и к вождю народов — товарищу Сталину. Все свои силы и жизнь отдал он на борьбу за дело построения социализма, на борьбу за великое дело Ленина — Сталина и в этой борьбе и работе он преждевременно сгорел. Славные большевистские дела и яркая жизнь большевика, учёного академика Ивана Михайловича Губкина будут служить примером для всех нас, его учеников и товарищей по работе, как надо жить, работать и бороться за великое дело Ленина — Сталина, за коммунизм».
Люди попавшие под раздачу Советской власти из-за своей непрофессиональности:
- Калицкий, Казимир Петрович (1873—1941) — руководил нефтяной секции Геолкома (1920—1925), посмертно его теория происхождения нефти была объявлена «реакционным лжеучением» с которым боролся И. М. Губкин[37].
- Архангельский, Андрей Дмитриевич (1879—1940) — прекратил начатые им новые направления в нефтяной геологии (1931).
- Стрижов, Иван Николаевич (1872—1953) — с начала 1920-х годов расходился во взглядах. В 1929—1939 годах арест и ссылка[38] — Дело Промпартии[39].
- Пальчинский, Пётр Иоакимович (1875—1929) — близкий знакомый и коллега И. М. Губкина, поэтому он особенно подробно критиковал его после ареста как «врага народа»[40]
- Лузин, Николай Николаевич (1883—1950) — Дело Лузина[41].
- Мушкетов, Дмитрий Иванович (1882—1938) — развал Геологического комитета в 1929 году (Дело Геолкома), отстранение от руководства советскими делегациями на 16-й и 17-й сессиях Международных геологических конгрессов (1933, 1937)[42].
- Мирчинк, Георгий Фёдорович (1889—1942) — отстранён от руководства Комиссией по изучению четвертичного периода при АН СССР, которую возглавил И. М. Губкин. 23 июня 1941 года был арестован по обвинению «в участии в антисоветской монархической организации», скончался 10 апреля 1942 года в больнице Саратовской тюрьмы. Реабилитирован в 1947 году[43].
- Серебровский, Александр Павлович (1884—1938) — критиковал методы «хищнической разработки месторождений» и «плана любой ценой», которые проводил И. М. Губкин. Выступал за рациональную разработку скважин. Был арестован и погиб 10 февраля 1938 года.

В литературе открытие и обоснование органической теории происхождения нефти (нефтеобразование) часто связывается с именем И. М. Губкина. В действительности же есть веские основания считать провозвестником этой теории академика В. И. Вернадского.
Геолог и историк науки С. И. Романовский в 1999 году резюмировал:

Работал в области нефтяной геологии, обладая исключительным «чутьём» на новые нефтяные залежи. Много сделал для жёсткой централизации управления геологоразведочными работами. Его стараниями в 1929 году ликвидирован Геологический комитет. С 1929 года проводил отчётливо фракционную политику в АН СССР, руководя работой «большевистской фракции».